# Lerchenlieder
Lerchenlieder ist ein Dokumentarfilm des DEFA-Studios für Dokumentarfilme von Jochen Kraußer aus dem Jahr 1981.

## Handlung
In der 250 Jahre alten Schule des  thüringischen Dorfes Arnsgereuth lebt der Rumäne Johann Bartisch. Vor über 30 Jahren kam er aus Bukarest, wo er sich schon als kleiner Junge an den mechanischen Musikautomaten erfreute, in die DDR. Da diese Musikautomaten durch die Verbreitung von Radios und Schallplatten ihre Aufgabe verloren, verschwanden sie aus dem täglichen Leben. Lange wanderte Johann später umher, suchte und fand sie in Scheunen und Kellern, auf Speichern und Müllplätzen, wobei ihn häufig Kinder des Dorfes begleiteten, die anschließend erlebten, wie sie durch Johann wieder zum Klingen gebracht wurden.
Eines der Kinder ist der 12-jährige Gerd vom Nachbarhof, der Johann fast täglich besucht. Nun reparieren die beiden Freunde gemeinsam die Automaten und erfreuen sich an deren Klang, wenn sie wieder funktionieren. Wenn Gerds Eltern zum Feierabend von der LPG nach Hause kommen, muss sich Gerd schweren Herzens von den Musikinstrumenten trennen, denn nun wartet auf ihn die Arbeit im häuslichen Stall, wo sich Schweine, Kühe, Ziegen und anderes Getier befinden. 
Als Johann eines Tages Besuch aus Rumänien bekommt spielt er auf dem Klavier das Lieblingslied aus seiner Kindheit und sein Besucher begleitet ihn auf einer Geige. Da seine Haustür für jeden offen steht, finden sich sofort weitere Besucher ein, die sich auch noch die Automatenmusik vorführen lassen, die er und Gerd gemeinsam erklären. Johann ist im ganzen Dorf beliebt. So sammeln die Kinder Holz für ihn, damit es er und die Instrumente im Winter warm haben und manchmal bekommt er auch etwas zum Essen von den Nachbarn gebracht. Auch die Jugendlichen kommen gern zu ihm, besonders im Winter, wenn sie um seinen warmen Ofen sitzen können. Da gibt es keine Probleme, denn sie kennen Johann bereits aus ihrer frühesten Kindheit.

## Produktion und Veröffentlichung
Lerchenlieder wurde unter dem Arbeitstitel Johann und Gerd auf ORWO-Color gedreht.  Seine Erstaufführung erlebte der Film als Wettbewerbsbeitrag zum 2. Nationalen Filmfestival für Kinderfilm und -fernsehen Goldener Spatz vom 15. Bis 13. Februar 1981 in Gera. Als Anlaufdatum in den Kinos der DDR wird der 26. Juni 1981 angegeben.